# حبض (الرجم)

تعديل مصدري - تعديل

حبض هي إحدى قرى عزلة بني الجلبي بمديرية الرجم التابعة لمحافظة المحويت، بلغ تعداد سكانها 92 نسمة حسب تعداد اليمن لعام 2004.